# Bhawania brunnea
Bhawania brunnea är en ringmaskart som beskrevs av Morgado och Ayrton Amaral 1981. Bhawania brunnea ingår i släktet Bhawania och familjen Chrysopetalidae. Inga underarter finns listade i Catalogue of Life.